# Richard Proenneke

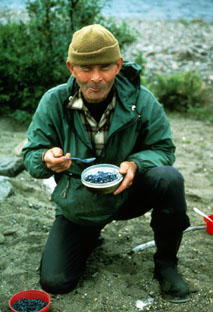
Richard Proenneke.

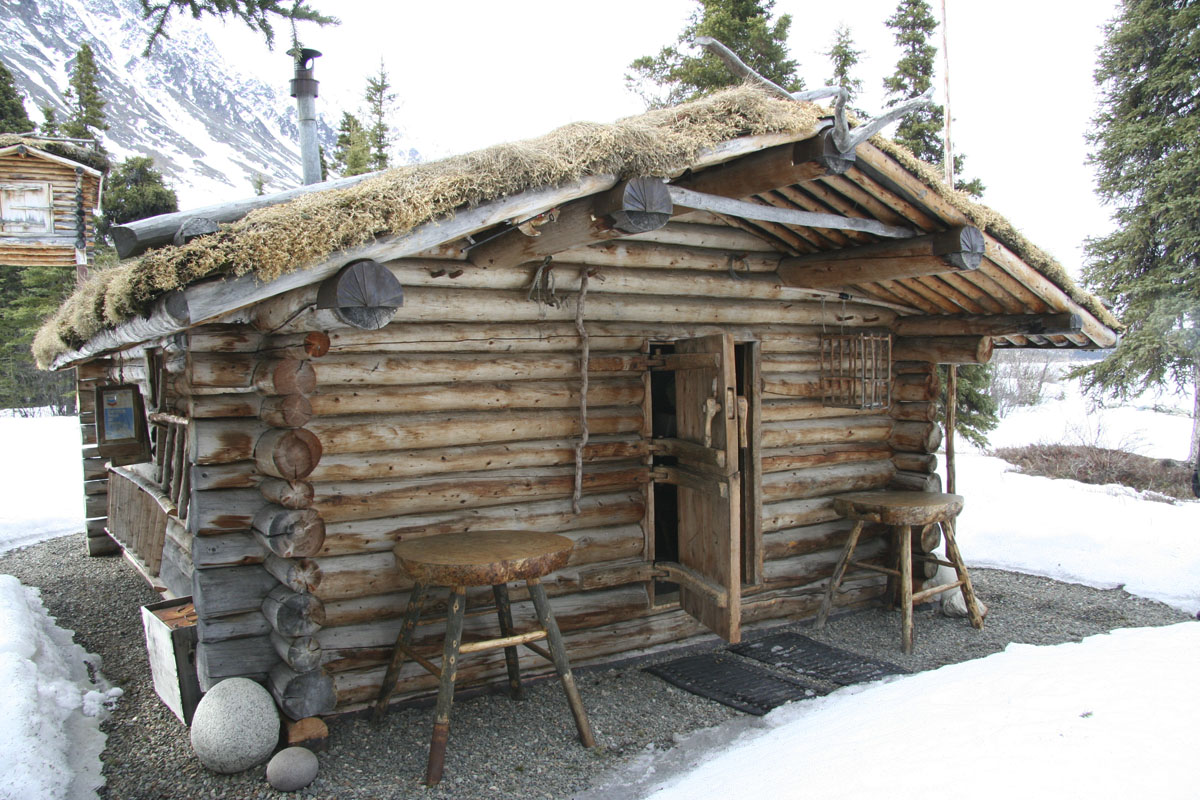
Richard Proennekes stuga.

Richard Louis 'Dick' Proenneke, född 4 maj 1916, död 20 april 2003, var en amerikansk snickare och naturentusiast, ursprungligen från Iowa, som främst blev känd för sin okonventionella tidiga pensionering. Vid 51 års ålder byggde han med enbart handverktyg en timmerstuga i en fjärran obefolkad dal vid namnet Twin Lakes, ungefär 20 mil väster om Anchorage, Alaska. Stugan byggdes på sommarsäsongen. I sin egenkonstruerade stuga övervintrade han, för att sedan vara bosatt där så gott som året runt i 30 år och levde mycket på jakt och fiske men fick också vissa förnödenheter influgna av vänner.
Flytten till vildmarken motiverades bland annat av att Richard under sin tjänst vid amerikanska marinkåren som snickare ådrog sig en allvarlig infektion vilken gjorde honom sängliggande i ett halvår. Detta var en väckningssignal som ledde till det personliga beslutet att han hädanefter skulle ägna sitt liv åt att försöka bevara sin hälsa och kroppsliga styrka.
Richard Proenneke hade under perioder uppdrag av jakt- och fiskeministeriet i staten Alaska, som bestod av att göra mätningar i naturen och spela in vilda djur i omgivningen på film. På hans eget initiativ filmades så även stugbyggandet. De stora mängderna smalfilm som spelades in har på senare år blivit hopklippta till ett flertal dokumentärer, bland annat Alone In The Wilderness, vilken handlar om Proennekes byggande av stugan och första vintern i den.
1999 flyttade Richard Proenneke från vildmarken till släktingar och donerade sin stuga till administrationen för Lake Clark nationalpark. Han dog våren 2003, vid 86 års ålder, av en stroke.